# Marilar Aleixandre
María Pilar Jiménez Aleixandre (Madrid, 1 de mayo de 1947) es una escritora, traductora y bióloga española. Premio Nacional de Narrativa 2022.

## Biografía
Nació en Madrid y sus raíces familiares provienen además de Andalucía y Valencia. Vivió en diferentes lugares, como Ceuta, Doña Mencía (Córdoba) y su ciudad natal.
Se licenció en biología en la Universidad Complutense de Madrid donde realizó su primer trabajo en el departamento de entomología. Debido a las dificultades que tuvo por ser mujer, se decidió a opositar a la enseñanza secundaria. Así fue como en 1973 se estableció en Galicia destinada como catedrática en el Instituto do Calvario (Vigo).
Siguió implicada en la resistencia clandestina contra la dictadura franquista, como ya hizo en Madrid, y en Galicia se integró en la asociación vecinal del barrio del Calvario que llegó a presidir y participó en la primera asociación feminista gallega del barrio y después en la Asociación Galega da Muller (AGM). Es una feminista convencida de que entró en política por ese motivo y como ella misma reconoce el feminismo "recorre toda su vida, incluida la investigación".
En 1988 empezó a dar clases de didáctica de las ciencias experimentales y educación ambiental en la Universidad de Santiago de Compostela. En esa universidad, fue nombrada Catedrática de Didáctica de las Ciencias Experimentales en 1996.
Como científica y educadora fue pionera en el uso del gallego como lengua vehicular en la enseñanza de las ciencias y está considerada una de las figuras más relevantes de la investigación en didáctica de las ciencias en Europa.
Adoptó el gallego como su lengua literaria, siendo la mayoría de su obra escrita en ese idioma. Desde 2017 es miembro de la Real Academia Gallega.

### Trayectoria literaria
Conocida como Marilar Aleixandre, empezó a escribir relatos cortos y panfletos en la universidad para revistas clandestinas y sin nombre. Más tarde inició su participación en certámenes de poesía. Su narrativa abarca tanto la literatura infantil y juvenil como el público adulto. También es traductora en varios idiomas.
Las causas presentes en el conjunto de su obra incluyen la lengua gallega, la literatura, las traducciones, el feminismo y la ecología entre otras.
Colabora en prensa y en revistas especializadas como Science Education, JRST, Grial, Revista Galega de Cultura, etc. Es miembro de la Sección de Ciencia, Natureza e Sociedade del Consello da Cultura Galega y socia de Nova Escola Galega, Ensinantes de Ciencias de Galicia (ENCIGA), la European Science Education Research Association (ESERA) y la National Association for Research in Science Teaching (NARST).
Escribe en la revista poética Dorna, en el Boletín Galego de Literatura de la Universidad de Santiago de Compostela y en la revista Viceversa, Revista Galega de Traducción de la Universidad de Vigo.

#### Narrativa
El primer relato que escribió fue un cuento sobre vampiros, que se convirtió en el germen de Agardando polos morcegos. Posteriormente escribió su primera novela infantil: A formiga coxa y A expedición do Pacífico por el que recibió el Premio da Crítica de Galicia en 1995.
Con su novela Tránsito dos gramáticos (1992) fue finalista del Premio Xerais de novela. Años después escribió el libro de relatos Lobos nas illas (1996) en el que trata el tema de las difíciles relaciones familiares e incluye la historia "Terror na madrugada" denunciando los malos tratos. Con A compañía clandestina de contrapublicidades recibió el Premio Álvaro Cunqueiro en 1998 y con su Teoría do caos (2001) consiguió el Premio Xerais de ese mismo año, centrándose en descubrir cómo es posible que una persona se traicione así misma.
Con su novela As malas mulleres Aleixandre escribió un relato contra la desmemoria, centrando su atención en las reclusas de la cárcel de Galera (La Coruña) y el trabajo pionero realizado por Concepción Arenal y Juana de Vega, en favor de la dignidad de las personas. Por esta obra recibió el Premio Blanco Amor en 2020, y el Premio Nacional de Literatura en la modalidad de Narrativa en 2022. La novela fue publicada por Galaxia en 2020. Se tradujo al castellano en versión de la propia autora en 2022 con el título de Las malas mujeres, publicada por la editorial Xordica. La crítica señaló que es «una espléndida novela que describe la terrible situación que se vivía en las cárceles y retrata la España de finales del siglo XIX. […] Es un canto al poder de la educación, a los esfuerzos que hicieron las mujeres que nos precedieron para avanzar en la igualdad y en los derechos humanos» (Eva Cosculluela, ABC Cultural) y «Sin dejarse llevar por la idealización y tampoco por ninguna forma de paternalismo, sin caer en el drama, Las malas mujeres es un retrato coral de mujeres que, de una manera u otra, fueron señaladas. Una espléndida novela que invita a pensar» (Anna Mª Iglesia, La Lectura).
Gran parte de su narrativa está traducida al castellano, portugués, catalán y euskera.
Ha realizado ensayo sobre biología y el paisaje como en su obra Terras de Compostela del Pen Club,o sobre figuras literarias femeninas tales como Rosalía de Castro y Virginia Woolf, y también otros personajes gallegos ilustres y sus biografías como las de Alfonso Daniel Manuel Rodríguez Castelao o María Victoria Moreno Márquez.

#### Poesía
Como poeta participó en varias publicaciones colectivas y en las actividades del Batallón Literario de la Costa da Morte, grupo poético formado en su mayoría por poetas de la Costa de la Muerte. Escribió el poemario Catálogo de velenos, con el que ganó el Premio Esquío de poesía en 1998.
En su poética sigue presente el feminismo de una manera más o menos explítica en poemas como "Auga na lúa" , sobre el colonialismo o en "As debandadoras de sed", para mostrar como afectan las migraciones a las mujeres, dentro de Desescribindo. Las voces de las mujeres se manifiestan desde los márgenes para hacerse visibles, así como en el poemario Mudanzas donde cuenta historias de violaciones de mujeres dándoles a ellas la voz.

#### Traducciones
Aleixandre además de autotraducir sus obras al castellano fue pionera en algunas de sus versiones, como las traducciones del inglés al gallego del poemario Muller Ceiba (1996) de la poeta y narradora estadounidense Sandra Cisneros, y dos de sus poemas inéditos en la revista Festa da palabra silenciada.
Tradujo Harry Potter e a pedra filosofal en 2002, y fue responsable de catorce guiones de la serie de animación “Os escachapedras”, ("Los zangolotinos”), con ilustraciones de Francisco Bueno.

## Obra
- A expedición do Pacífico, Xerais, 1994.  ISBN 978-84-9782-501-6. Traducida al castellano y al portugués. Seleccionada por la Fundación Germán Sánchez Ruipérez como una de las cien mejores obras de la literatura infantil española del siglo XX.
- O trasno de Alqueidón, Xerais, 1996. Ilustraciones de Miguelanxo Prado. Traducida al euskera.[20]
- A compañía clandestina de contrapublicidade, Galaxia, 1998.
- Catálogo de velenos, 1999. Sociedade de Cultura Valle-Inclán. Traducida al portugués[21]
- A banda sen futuro, 1999. ISBN 978-8483024713.[22] Traducida al castellano,[23] catalán,[24] euskera[25] y portugués.[26]
- Teoría do caos, Xerais, 2001. ISBN 978-84-8302-694-6.[27]
- O monstro da chuvia, 2004. col. A Maxia das Palabras, Junta de Galicia, il. F. Bueno. Traducida al castellano.[28] Ilustrado por Pablo Amargo.
- La Cabeza de Medusa, Xerais, 2008. Traducida al castellano[29] y euskera.[30]
- Robinson contado polas alimarias, Oxford, 2005. Traducido al castellano.[31]
- A filla do Minotauro, Galaxia, 2017.[32]
- As malas mulleres, Editorial Galaxia, 2020. ISBN 978-84-9151-597-5.[9] Traducido al castellano como Las malas mujeres, Editorial Xordica, 2022. ISBN 978-84-16461-52-3.[12]
- Lobos en las islas, Editorial Arde, 2022. ISBN 978-84-125010-0-1.[33]

## Premios y reconocimientos
La trayectoria de Marilar Aleixandre, compaginando su actividad académica con la literatura y la traducción, está distinguida con numerosos premios y reconocimientos. 
- 1994: Premio Merlín de literatura infantil, por A expedición do Pacífico.
- 1995: Premio de la Crítica a la creación literaria en gallego, por A expedición do Pacífico.
- 1996: Premio Rañolas al mejor libro infantil/juvenil en gallego, por O Trasno de Alqueidón.
- 1997: Premio Manuel Murguía de Relato breve, por Desaforados Muños.
- 1997: Premio Álvaro Cunqueiro de Narrativa, por A Compañía clandestina de contrapublicidade.
- 1998: Premio Esquío de poesía en gallego, por Catálogo de velenos.
- 1997: Lista de honor del IBBY, por la traducción de The Hunting of the Snark de Lewis Carroll, al gallego, A caza do Carbairán.
- 1999: Premio Lazarillo, por A banda sen futuro.
- 2001: Premio Xerais, por Teoría do caos.
- 2001: Premio Novela por entregas de La Voz de Galicia, por Unha presa de terra.
- 2006: Premio de poesía Caixanova, por Mudanzas.
- 2008: Premio Fundación Caixa Galicia de Literatura juvenil, por A cabeza da medusa.
- 2009: Homenaje de la Asociación Galega de Profesionais da Tradución e a Interpretación (AGPTI) por su labor traductora.[7]
- 2010: Fombrada Socia de honor de la Asociación de Escritoras y Escritores en Lengua Gallega.[1]
- En el pleno del 9 de julio de 2016, de la Real Academia Galega (RAG) fue elegida académica de número, ocupando el puesto vacante de Xosé Neira Vilas. Pasó a ser la última mujer en incorporarse a la RAG de un total de 30 miembros, siendo esta la última  vez que la proponían para entrar en la academia.[3] Pronunció su discurso de ingreso el 14 de enero de 2017, titulado Voces termando na paisaxe galega y fue respondido por Fina Casalderrey.[5] Su discurso se centró en el respeto por el medio natural, la defensa de la lengua y la justicia social. Destacó la reivindicación de «la estirpe de las que Rosalía de Castro llamó las literatas» y reconoció heredar de ella «su feminismo, la convicción de que las mujeres podemos conseguir todo». Asimismo señaló que «nuestras instituciones están demorándose en exceso en reconocer a las mujeres».[3]
- El 28 de marzo de 2016 fue elegida tesorera de la Real Academia Galega.[5]
- 2017: XI Premio Raíña Lupa por A filla do Minotauro.[34]
- 2019: Premio "Distinguished Contribution to Research", concedido por la National Association for Research in Science Teaching (NARST), en el área de didáctica das ciencias.[35]
- 2020: Premio Blanco Amor por As malas mulleres.[36]
- 2022: Premio Nacional de Narrativa por la obra As malas mulleres.[37]